# 채 무후
채 무후(蔡 武侯)는 채나라의 제6대 군주이다. 성은 희(姬). 이름은 기록이 남아 있지 않아 알 수 없다. 채 여후의 아들이다.